# Holmedal
Holmedal är kyrkbyn i Holmedals socken i Årjängs kommun, Värmlands län. Den ligger 8 kilometer sydost om Töcksfors vid E18. Från 2015 avgränsar SCB här en småort.
Holmedals kyrka ligger här.

## Historia
Karl XII övernattade i Holmedals prästgård ett flertal gånger då han förberedde fälttågen mot Norge 1716 och 1718, troligen i den stuga, som numera kallas Karl XII:s stuga som då låg på en annan plats strax bredvid. Ett Karl den XII-porträtt samt några bruksföremål från äldre tider förvaras i stugan.
Holmedals skola segrade i år 2007:s riksfinal av Vi i femman, med eleverna Jacobo Besselsen, Otto Sjödin och Lovisa Andersson.